# ماریون کلینیه
ماریون کلینیه (فرانسوی: Marion Clignet‎؛ زادهٔ ۲۱ فوریهٔ ۱۹۶۴) دوچرخه‌سوار اهل فرانسه بود.
وی در مسابقات کشوری و بین‌المللی در مجموع برندهٔ ۶ مدال طلا، ۳ مدال نقره، ۱ مدال برنز شده‌است.